# شور بالا
شور بالا (بالفارسية: شور بالا) هي قرية تقع في قسم ميلانلو الريفي (مقاطعة إسفراين) في إيران. يقدر عدد سكانها بـ 170 نسمة .